# Cáchira
Cáchira es un municipio colombiano ubicado en la región occidental del departamento de Norte de Santander, en las estribaciones de la cordillera oriental en el valle fluvial formado por la Quebrada Chorreritas y el río Cáchira del Espíritu Santo. 
Su población es de 17.088 habitantes, su temperatura promedio de 17 °C y dista 87 kilómetros de Cúcuta, capital del departamento. Sus coordenadas son 7°44′47″N 73°03′04″O / 7.74639, -73.05111. Un gran parte del municipio (más de 9 mil hectáreas) forma parte del Páramo de Santurbán, fuente hídrica para Santander y Norte de Santander.

## División Político-Administrativa
Además de su Cabecera municipal. Cáchira tiene bajo su jurisdicción los siguientes Centros poblados:
- La Carrera
- La Vega
- Los Mangos
- San José del Llano

## Historia
El área donde se ubica la Cabecera municipal de Cáchira es una zona donde se amplía el valle fluvial y sirve de descarga para los caudales del río, por lo tanto, ha sido muy susceptible a avalanchas. Allí se empezaron a ubicar viviendas algunos kilómetros abajo del lugar donde habitaron los indios Cácharas, descendientes de la familia lingüística Chibcha, sus primeros pobladores, quienes habitaron en el sitio que hoy se conoce como Las Peñas, donde aún existen las cuevas que les servían de refugio. Como se puede apreciar, derivó su nombre de una india Cáchara, con quien organizó su hogar Antonio José Rincón, en donde hoy está la iglesia parroquial y la casa cural, en 1811, año de su fundación.
De conformidad con esta misma fecha, el célebre caserío acogió la causa de la independencia, razón por la cual, su fundador fue fusilado en Ocaña, por orden de Pablo Murillo.
En 1897 se erige como municipio, según la Ordenanza Departamental N.º 31 de 1896, y más tarde, por Decreto n.º 457 de 16 de mayo] de 1905; dejó de ser municipio para convertirse en corregimiento, anexándose a Ocaña.
Posteriormente, por Ordenanza 011 del 7 de marzo de 1911, fue elevado de nuevo a la categoría de municipio, formando parte de la provincia de Ocaña. El principal impulsor de esta causa fue Don Justo Leónidas Durán, y el primer alcalde del nuevo municipio fue Don Timoleón Vargas, en el año 1912; su primer sacerdote fue Rafael Ballesteros, en el año 1816.
Un sismo registrado en marzo de 2015 causó grandes daños a la región por un monto de 1533 millones de pesos.